# 羅素 (紐西蘭)

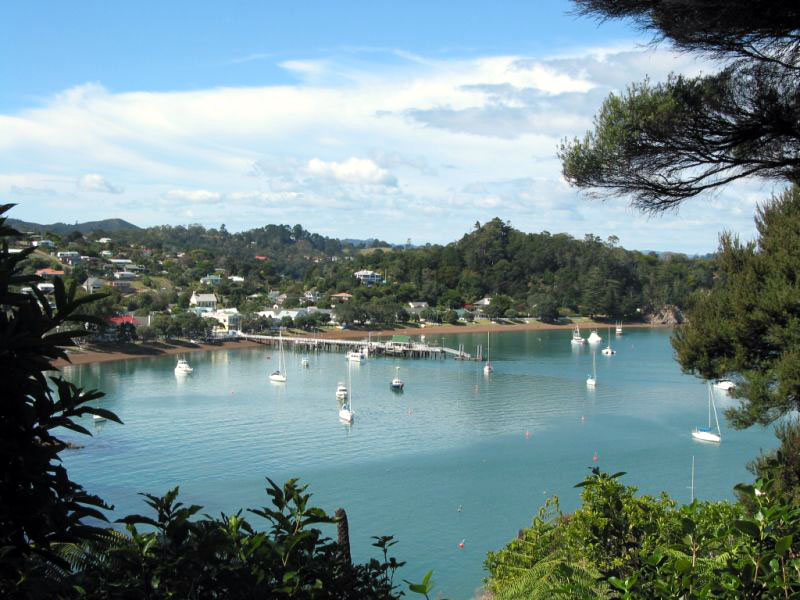
羅素

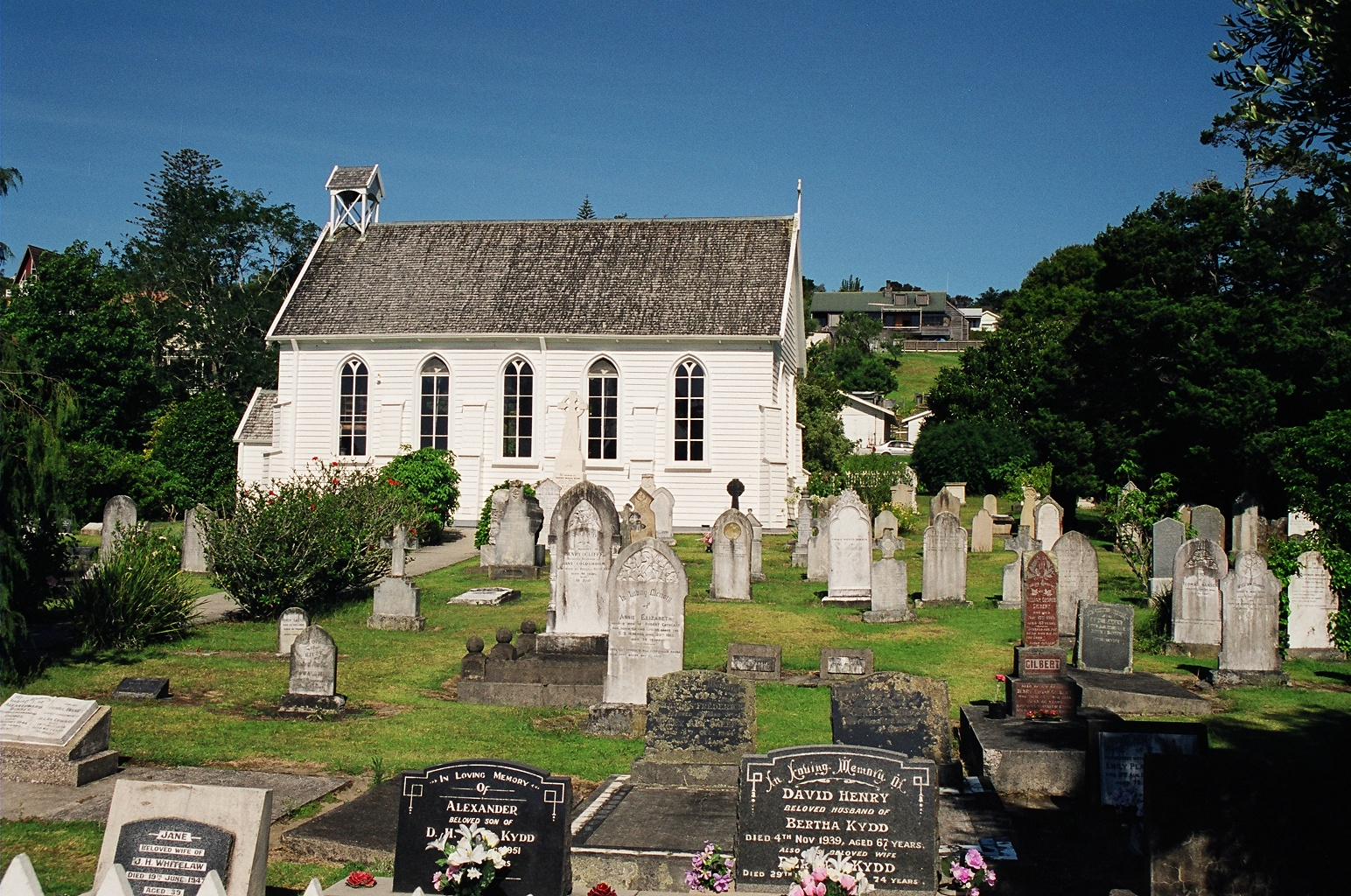
基督教堂 (羅素)建於1835年是紐西蘭最古老的教堂

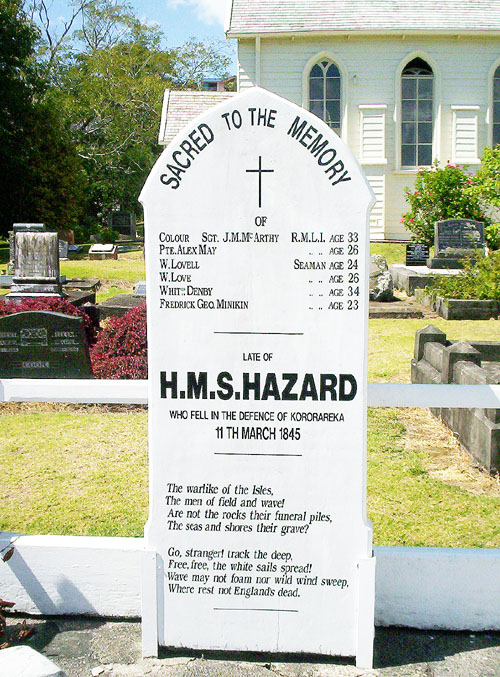
Memorial for Royal Navy personnel killed during fighting in 1845.

羅素是紐西蘭的一個城鎮。羅素是紐西蘭第一個歐洲人居民點和港口。據2006年紐西蘭人口普查，羅素有人口816人，比2001年增加了12人。